# Regimiento de Caballería Mariscal Domingo Nieto

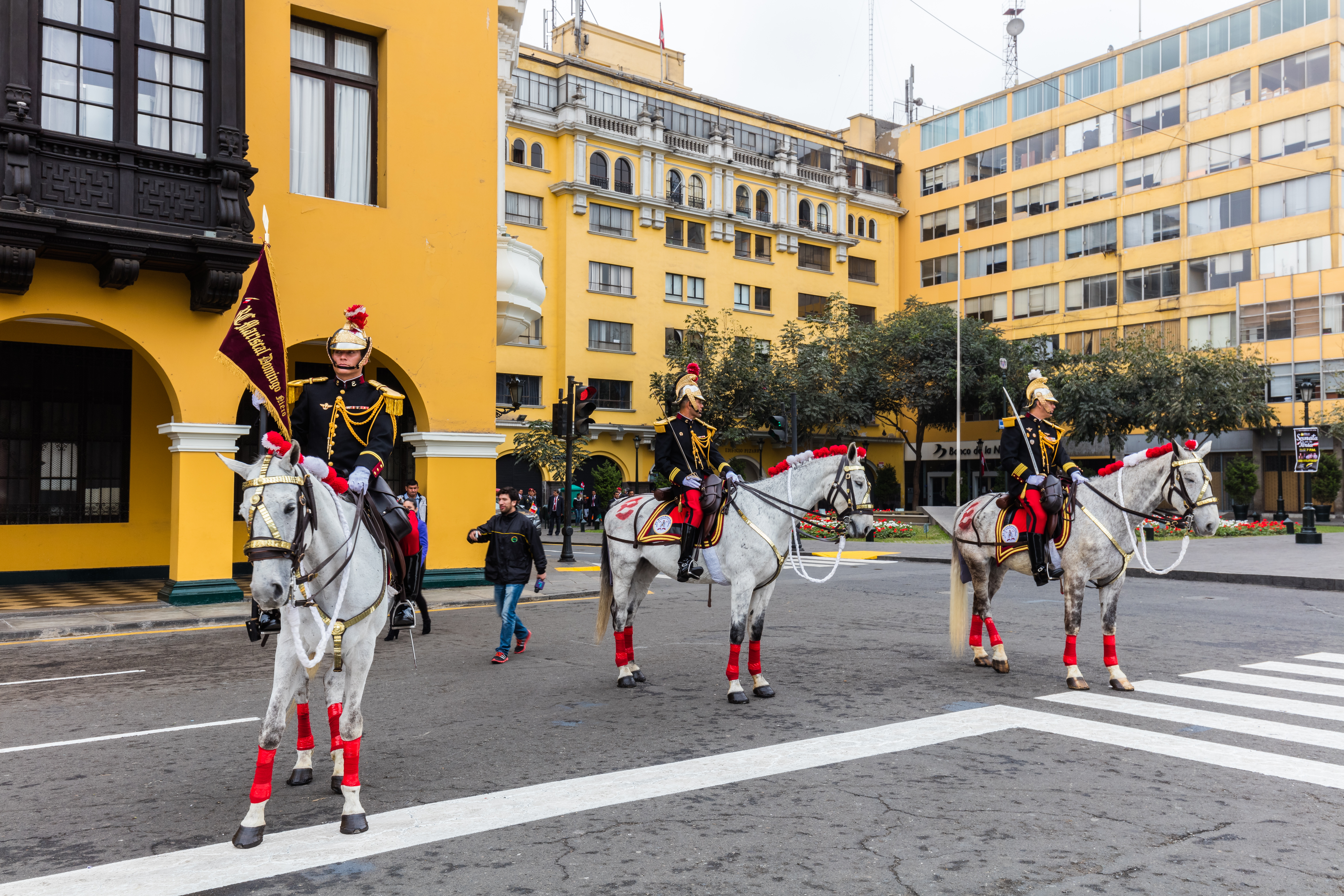
Desfile en la plaza de armas.

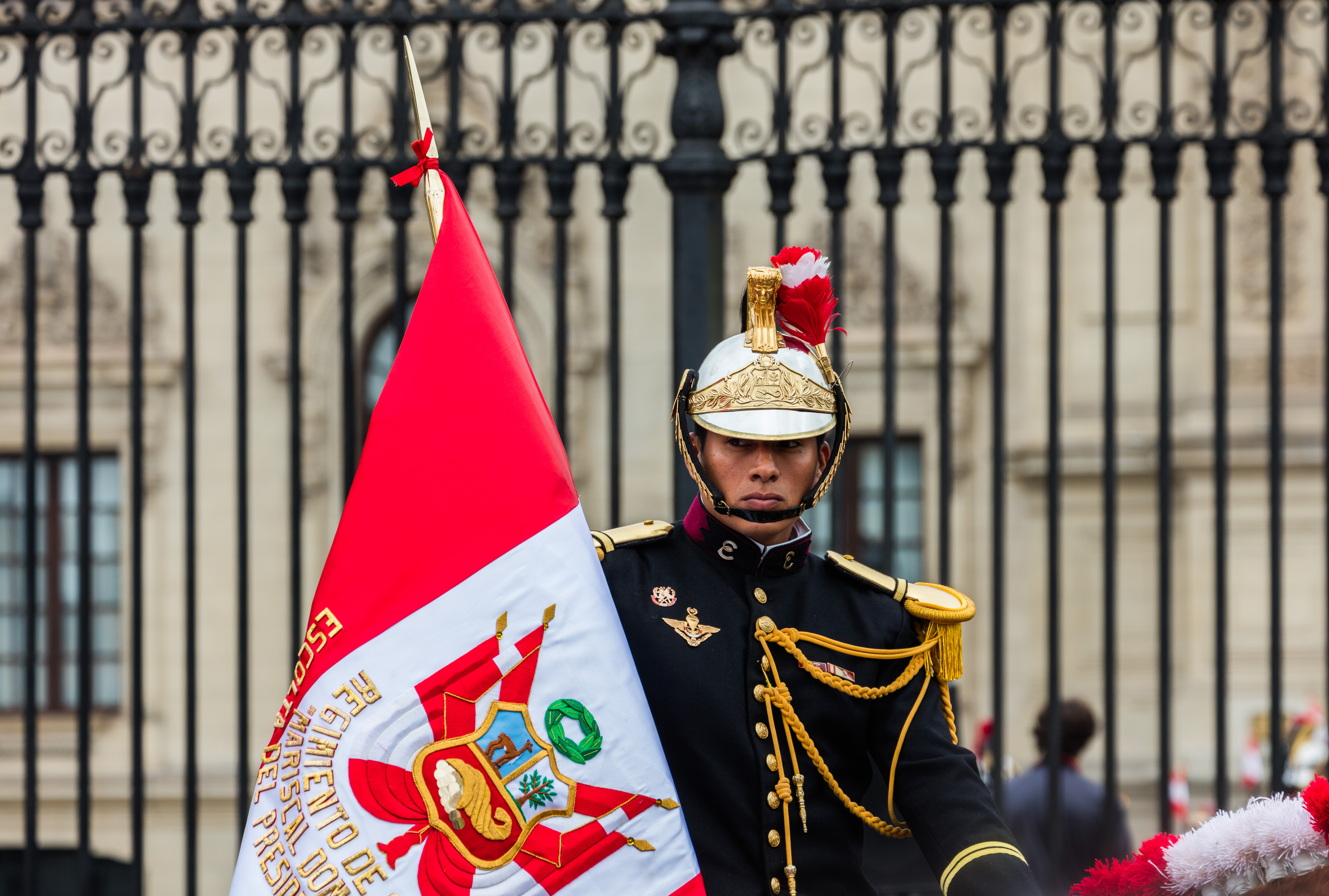
Detalle de un miembro del regimiento.

Desde su creación en 1904 hasta el jueves 5 de marzo de 1987, fecha en que fue reemplazado por el Regimiento de Caballería "Glorioso Húsares de Junín" N.º 1 – Libertador del Perú (creado por José de San Martín), el Regimiento de Caballería "Mariscal Domingo Nieto" Escolta del Presidente de la República del Perú, unidad de Dragones, perteneciente al Ejército del Perú y dependiente de la Casa Militar del Palacio de Gobierno, realizaba la función de Guardia Montada del Presidente de la República del Perú y, desde fines de la década del 30 del siglo XX, de Guardia de Honor del Palacio de Gobierno del Perú -o de la Casa de Pizarro, nombre con el que también se le conoce- cumpliendo, además, funciones protocolares.
La Resolución Ministerial No 139-2012/DE/EP del 2 de febrero de 2012, firmada en el gobierno de Ollanta Humala Tasso, aprueba y autoriza la reactivación del Regimiento de Caballería "Mariscal Domingo Nieto" Escolta del Presidente de la República devolviéndole sus funciones primigenias, habiéndose efectivizado esas funciones el 27 de julio de 2012 fecha en que el Regimiento de Caballería "Glorioso Húsares de Junín" N.º 1 es relevado por los Dragones de la Guardia del Regimiento de Caballería "Mariscal Domingo Nieto" Escolta del Presidente de la República.
Sin embargo mucho tiempo antes de que el Regimiento de Dragones "Mariscal Nieto" fuera la Guardia de Honor del Palacio de Gobierno del Perú hubo otros Cuerpos del Ejército y de la Policía que tuvieron a cargo la custodia del mismo además de la seguridad del Presidente de la República.

## Reseña histórica

### Origen del nombre
Desde 1904, la Guardia de Caballería del Presidente de la República es el Regimiento de Caballería de Guardias Dragones "Mariscal Domingo Nieto", Escolta del Presidente de la República del Perú, que es un Regimiento de Dragones (Infantería a caballo) del Ejército del Perú.
La Misión Militar Francesa que llegó al Perú en 1896 para reorganizar al Ejército del Perú sugiere el reemplazo del antiguo Escuadrón “Escolta de Su Excelencia el Presidente” por uno que emule al Regimiento de Caballería de la Guardia Republicana Francesa, recomendando que el nuevo Escuadrón “Escolta de Su Excelencia el Presidente” sea formado a imagen y semejanza de los Dragones de la Guardia del Ejército Francés y vista un uniforme militar cuyo diseño este inspirado en el que usaran los Dragones de la Guardia del Ejército de Francia en la época del II Imperio Francés de Napoleón III, el cual fue establecido en el Reglamento General de Uniformes expedido el 26 de mayo de 1916.
De esta manera este Regimiento de Dragones (Infantería a caballo) reemplazó, en 1904 y con el nombre de Escuadrón de Caballería "Escolta del Presidente", a los Húsares de la Guardia del Escuadrón "Escolta de Su Excelencia el Presidente", siendo elevado un año después a la categoría de Regimiento recibiendo la denominación de Regimiento de Caballería "Escolta del Presidente", hasta que por Resolución Suprema N° 31 IGE/IM del 19 de septiembre de 1949, se le dio el nombre de Regimiento de Caballería de Guardias Dragones "Mariscal Domingo Nieto" Escolta del Presidente de la República, siendo su sede el Cuartel Barbones, en el Cercado de Lima.
Poco tiempo después de inaugurado en 1938 el nuevo Palacio de Gobierno los Dragones de la Guardia del Regimiento de Caballería "Escolta del Presidente" asumen, además, la función de Guardias de Honor del Palacio de Gobierno mientras que la función de Guardia de Seguridad del Palacio era responsabilidad de la Compañía de Ametralladoras de Palacio que, para 1934, era una Unidad Policial que estaba integrada por miembros del Cuerpo de Seguridad de la República.
Hasta 1969 la responsabilidad de cuidar al Presidente de la República así como las instalaciones del Palacio de Gobierno del Perú estuvo a cargo de la 23.ª Comandancia de la Guardia Civil – Batallón de Ametralladoras de Palacio que a partir de dicho año pasó a cumplir las funciones de Servicio Policial Básico teniendo como jurisdicción la comprendida en el distrito del Rímac, asumiendo el Regimiento de Caballería de Guardias Dragones "Mariscal Domingo Nieto" la función de Guardia de Seguridad del Palacio de Gobierno en reemplazo de dicha Unidad Policial.

### Desactivación
En febrero de 1987 el presidente Alan García, por razones muy discutidas, ordenó que se le diera "carácter peruanista" a su guardia personal, que vestía un elegante atuendo de inspiración francesa y que el consideraba "igual" al usado por los Dragones de la Guardia Republicana de Francia, para ello, escoge al Regimiento de Caballería "Glorioso Húsares de Junín" N.º 1 como "escolta presidencial", sin embargo en el uniforme de los Húsares de Junín, el dormán con alamares (sin las charreteras) lleva 33 botones que simbolizan las 33 victorias seguidas de Napoleón Bonaparte.
En cuanto al Regimiento de Caballería "Mariscal Nieto" apenas fue desactivado fue transformado el 12 de febrero de 1987 por el Decreto Supremo N.º 009 H-1/DIPLANO, en una unidad moto-mecanizada con el nombre de Regimiento de Caballería Blindada “Mariscal Domingo Nieto” Nº 17, pasando a ocupar dicha Unidad de Combate, en un principio, las instalaciones del Cuartel del Regimiento de Caballería “Glorioso Húsares de Junín” N.º 1 – Libertador del Perú, en el Centro de Instrucción Militar del Perú, Chorrillos. En marzo de 1988 el Regimiento de Caballería Blindada “Mariscal Domingo Nieto” N.º 17 es trasladado a Sullana fusionándose, en dicha ciudad, con el Escuadrón de Tanques N.º 51 y la Compañía Antitanque N.º 51 habiendo completado de esta manera la organización que actualmente tiene, ocupando desde esa fecha parte de las instalaciones del Cuartel “Teniente EP Miguel Cortés”, de la Guarnición de Sullana, e integrando la 1.ª Brigada de Caballería del Ejército del Perú.

### Reactivación
Mediante la Resolución Ministerial No 139-2012/DE/EP del 2 de febrero de 2012, firmada en el gobierno del presidente Ollanta Humala Tasso, se aprueba y se autoriza la reactivación del Regimiento de Caballería "Mariscal Domingo Nieto" Escolta del Presidente de la República como Escolta oficial del Presidente de la República del Perú, dándole como misión principal la de garantizar la seguridad del Presidente de la República y del Palacio de Gobierno.
Al Regimiento de Caballería Blindada “Mariscal Domingo Nieto” N° 17 se le cambió de nombre, denominándose en la actualidad Regimiento de Caballería Blindada “Coronel de Caballería Esneider Vásquez Silva” N° 17.

## Uniforme

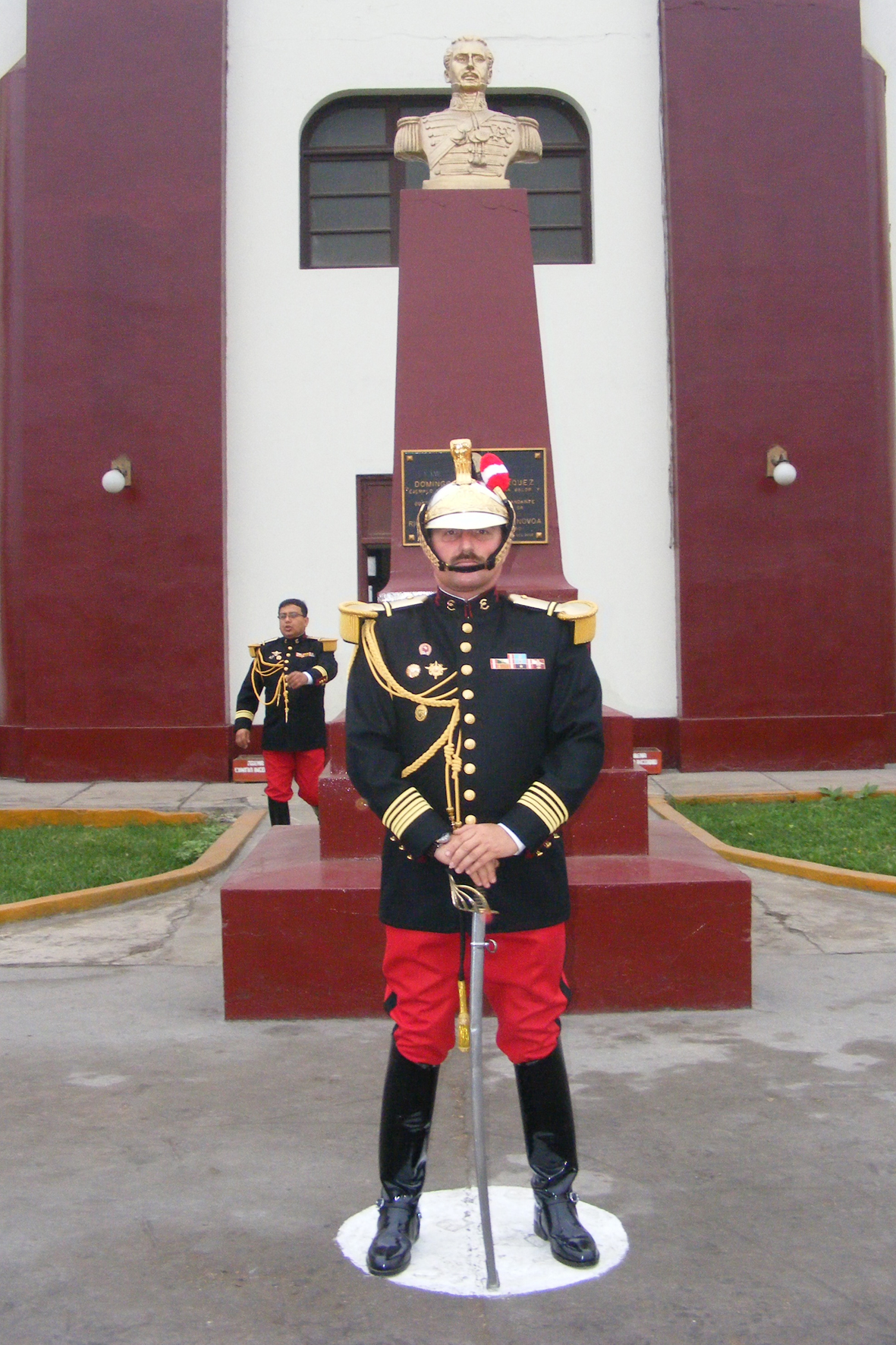
Uniforme de Oficial de Dragón del ejército del Perú.

Los Dragones del Regimiento de Caballería "Mariscal Domingo Nieto" cuentan con dos tipos de uniforme. Estos son: de invierno y de verano. El uniforme de invierno, cuyo diseño está inspirado en el que usaran los Dragones de la Guardia del Ejército de Francia en la época del II imperio francés de Napoleón III, consiste en un casco de Dragón francés Modelo 1872, plateado y hecho con metal dorado, con airón rojo y blanco y cimera de crin lacia de caballo, negra para el personal de armas y roja para los Suboficiales clarines de la Banda de Guerra, guerrera negra (con botones dorados, de cuello subido de color granate, con un parche negro en el cual va el emblema de cuello que es una “E” estilizada y en forma de herradura –que sirve para identificarlos como Personal Militar perteneciente al Regimiento Escolta del Presidente-, con charreteras doradas (para el Personal de Oficiales) y rojas (para el Personal de Suboficiales, Clases y Soldados), cordones dorados (para el Personal de Oficiales) y rojos (para el Personal de Suboficiales, Clases y Soldados), barras rectas de tela color granate, con tres botones dorados, en cada una de las bocamangas y dispuestas en forma vertical, un cinturón de cuero color negro (para el Personal de Suboficiales, Clases y Soldados) portando 2 cananas o porta-cacerinas del mismo material y color), con botas negras de tubo y pantalón de montar de color rojo con franja negra en las partes exteriores de la pierna (el uniforme de invierno de los Dragones del RC "Mariscal Nieto" puede verse en una de las salas del Museo Histórico Militar de la Fortaleza del Real Felipe en el Callao). El uniforme de verano es básicamente similar, salvo la guerrera que es de color blanco y el cinturón de cuero color blanco portando 2 cananas o porta-cacerinas del mismo material y color). Con respecto a su armamento los Dragones de la Guardia de Palacio están armados con fusiles FAL con bayoneta calada, sables y lanzas de uso ceremonial, siendo estas dos últimas armas blancas armas simbólicas del arma de caballería.

## Misión
Como Dragones su misión es hacer guardia, desmontados y armados con fusiles FAL, en las puertas y recintos del Palacio de Gobierno y escoltar, a caballo y armados con lanzas, sables y fusiles FAL, al Presidente de la República en todas las ceremonias oficiales. La Compañía Musical de Fanfarria de Caballería es imponente, con atabales que impresionan al público a su paso, en las paradas cívico-militares y otras festividades nacionales.
Durante las noches, como parte de la defensa de la Casa de Pizarro, los Dragones del R.E.P., desmontados, vestidos con uniforme de faena y armados con fusiles FAL, custodian la sede del Poder Ejecutivo, en el Centro histórico de Lima.
Otras funciones protocolares que los Dragones de la Guardia del Regimiento de Caballería "Mariscal Domingo Nieto" realizan principalmente son:
- Presentar honores al Presidente de la República
- Permanecer diariamente en la entrada principal y puerta de honor del Palacio de Gobierno, durante los actos públicos a los que asiste el Presidente de la República, siendo, en ocasiones, participantes y testigos de los sucesos más importantes ocurridos en la historia nacional.
- Rendir honores a los Jefes de Estado que visitan al Perú.
- Honrar, durante sus velatorios y sepelios, a los mandatarios fallecidos

## Cambio de guardia

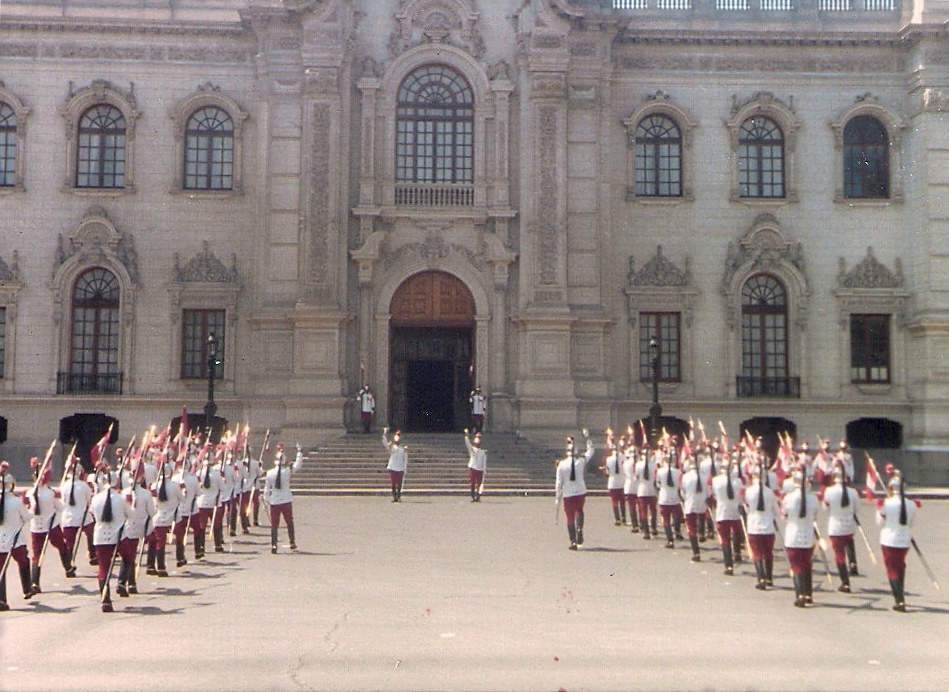
Ceremonia del Cambio de Guardia por los Dragones del Regimiento de Caballería "Mariscal Domingo Nieto" en uniforme de verano. 1990

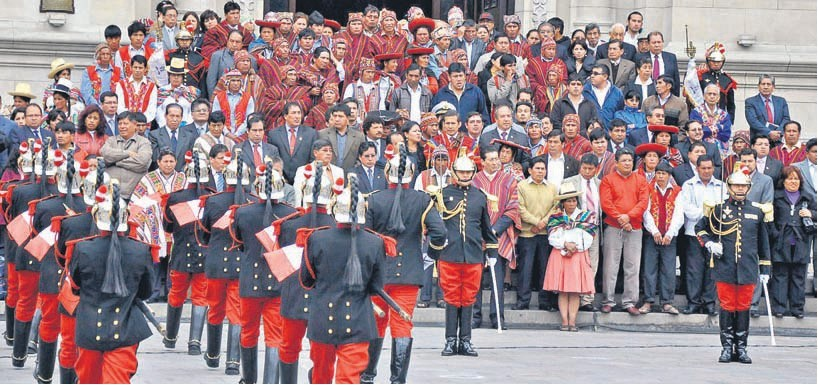
El presidente del Perú Ollanta Humala Tasso junto a una delegación de la ciudad de Chincheros (Cusco) presencia el Cambio de Guardia

La ceremonia de cambio de la guardia constituye un atractivo turístico de primer orden del Palacio de Gobierno del Perú. Con un protocolo estrictamente castrense establecido en 1940 por el presidente Manuel Prado Ugarteche, se realiza de lunes a sábado a las 12.00 horas. La tropa está compuesta por 40 Dragones de la Guardia del Regimiento de Caballería "Mariscal Nieto" Escolta del Presidente de la República del Perú. El relevo de la Guardia era acompañado por los clarines de la Banda de Guerra del Regimiento que para solemnizar el rito militar tocaban marchas militares tradicionales de la Caballería del Ejército del Perú (con un poco de suerte uno puede encontrar en el corredor del Correo Central de Lima en la Calle Palacio, al costado del Palacio de Gobierno, postales, al precio de S/.0.80 céntimos de nuevo sol, que muestran el Cambio de Guardia hecho por los Dragones del RC "Mariscal Nieto").
Además del Cambio de la Guardia, existía el relevo de los centinelas que se hacía ritualmente cada hora en la puerta enrejada izquierda del Palacio, que da hacia la Plaza Mayor, y en la Puerta de Honor, que da a la calle del Palacio (segunda cuadra del Jirón de la Unión).
Tampoco pasan inadvertidas las ceremonias del izamiento del pabellón nacional (08.00 horas) y el arriamiento del mismo (18.00 horas) hecho con solemnidad por un pelotón de los Dragones de la Guardia cuyo trompeta ejecuta la "Marcha de Banderas" compuesta en 1897 por el Sargento Mayor Músico EP José Sabas Libornio Ibarra.
El 30 de julio de 2012 los Dragones del R.E.P. "Mariscal Domingo Nieto", después de 25 años, 4 meses y 25 días, volvieron a realizar el cambio de guardia en el Palacio de Gobierno.
El domingo 19 de agosto de 2012 los Dragones del R.E.P. "Mariscal Domingo Nieto" realizaron el cambio de guardia montada con los Húsares de Junín en el patio de honor del Palacio de Gobierno.
En la domingo 6 de marzo de 2016 por primera vez una dama que participó en este acto: la suboficial de tercera técnico músico, Vanessa Vilca, que marchó como músico de la Farandola montada.

## Jefes del Regimiento de Caballería "Mariscal Domingo Nieto" Escolta del Presidente de la República
| Comandante                             | Periodo             |
| -------------------------------------- | ------------------- |
| Tte. Crl. Leónidas Narvarte García     | 1895 - 1904         |
| Tte. Crl. Emilio Soyer Cavero          | 1905 - 1907         |
| Tte. Crl. Manuel Tapia Musso           | 1908 - 1909         |
| Crl. Oscar Sevilla Martínez            | 1913                |
| Crl. Carlos de la Jara Loret de Mola   | 1914                |
| Crl. Enrique Torres Urrutia            | 1918                |
| Crl. Eulogio Castillo Ruiz             | 1919 - 1924         |
| Crl. Maximiliano Frías Vegas           | 1929 - 1938         |
| Crl. Luis Fajardo Castillo             | 1939 - 1947         |
| Crl. Leonidas Gómez Ruiz               | 1947 - 1950         |
| Crl. Augusto Villacorta Álvarez        | 1951 - 1953         |
| Tte. Crl. Juan Chávez Quelopana        | 1954 - 1956         |
| Crl. Víctor Odicio Tamariz             | 1957 - 1958         |
| Crl. Manuel Grillo Alvarado            | 1958 - 1960         |
| Crl. Alfredo Arrisueño Cornejo         | 1960 - 1961         |
| Crl. Carlos Cobilich                   | 1962                |
| Crl. Humberto Reynafarje Hurtado       | 1962 - 1964         |
| Crl. Marco Delpont Santistevan         | 1965 - 1966         |
| Crl. Jorge Ruiz Lombardi               | 1967 - 1968         |
| Crl. Enrique Ibáñez Burga              | 1968 - 1970         |
| Tte. Crl. Alfonso Lostaunau Anzardo    | 1970 - 1972         |
| Tte. Crl. Lucio Ayona León             | 1973 - 1974         |
| Crl. Juan Malatesta Sebastia           | 1975 - 1976         |
| Crl. César Rubina Espinar              | 1977 - 1978         |
| Crl. Fernando Escobar Risco            | 1979 - 1980         |
| Crl. Manuel Álvarez Peralta            | 1980 - 1981         |
| Crl. Víctor Iturrizaga Rivera          | 1982                |
| Crl. Luis Candiotti de los Ríos        | 1983                |
| Crl. Oswaldo Martínez Quiroga          | 1984                |
| Crl. Félix Gutiérrez Rivera            | 1985                |
| Crl. Alberto Arciniega Huby            | 1986                |
| Crl. César Cossío Espinar              | 1987 - Mar 1987     |
| Crl. Ricardo Moncada Novoa             | Mar 1987 - 1990     |
| Crl. Cesar Diez Burga                  | 1991 - 1992         |
| Crl. Jorge Céliz Kuong                 | 1992-1993           |
| Crl. Jorge Luís Vargas Ortiz           | 2012                |
| Crl. Cesar Flores Sanguineti           | 2013 - 2014         |
| Crl. Jorge Andrés Anticona Mujica      | Ene 2015 - Mar 2015 |
| Crl. Luis Humberto Ortiz Herrera       | Mar 2015 - Ago 2016 |
| Crl. Humberto Enrique Granara Rossello | Set de 2016 - 2017  |
| Crl. Gonzalo Lamas La Torre            | 2018 - 2019         |
| Crl. Williams Paredes Gonzales         | 2020 - 2021         |
| Crl. Raul Liza Marchena                | 2022                |
| Crl. Carlos Ruiz Bardales              | 2023                |